# Livraria Atuagkat

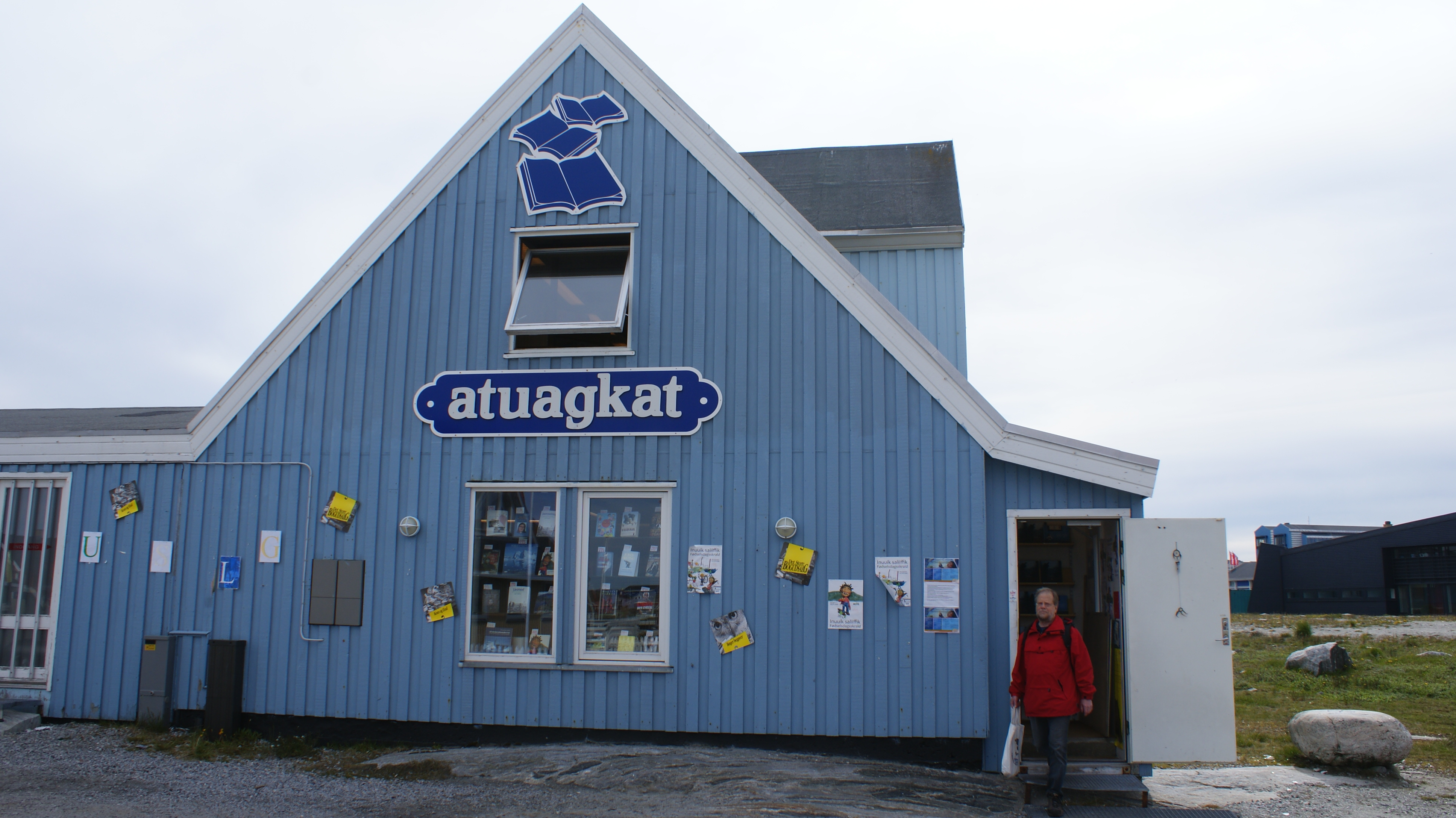
A livraria Atuagkat, situada no Centro de Nuuk.

A livraria Atuagkat (em dinamarquês: Atuagkat Boghandel) é uma livraria em Nuuk, capital da Gronelândia, situada a 100 m a norte do centro cultural Katuaq. Foi fundada em 1976 e é a maior e mais antiga livraria de propriedade privada da Gronelândia.